# Славский, Рудольф Евгеньевич
Рудольф Евгеньевич Сла́вский (Заславский) (21 декабря 1912, Царицын — 3 ноября 2007, Москва) — советский и российский клоун, артист и режиссёр цирка, писатель. Лауреат Всесоюзного конкурса артистов эстрады 1946 года. Действительный член Академии циркового искусства с 2001 года. Автор 14 книг.
Создатель первого в СССР циркового сюжетного номера в жанре «Эксцентрика на свободной проволоке», первой в СССР студии пантомимы (д.к. Промкооперации, Ленинград), первого Таджикского национального цирка и первой в СССР цирковой энциклопедии (1973 год), автор статей в «Большой Российской энциклопедии» о цирковом искусстве и деятелях цирка.

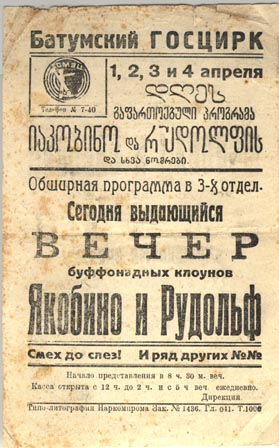
Якобино и Рудольф. Афиша гастролей в Батумском цирке. 1932 год.

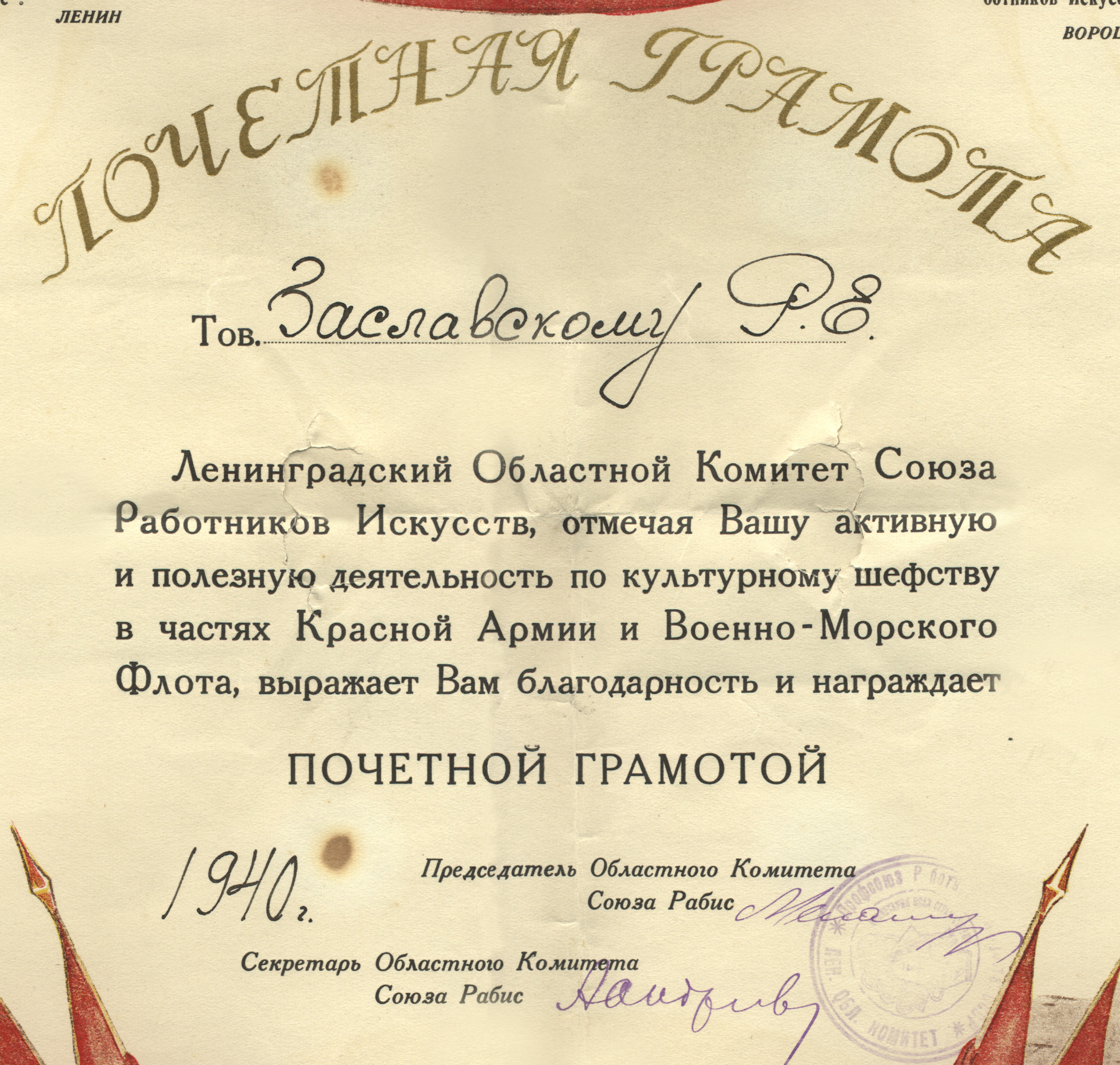
Почётная грамота за шефскую работу в КА и ВМФ. 1940 год.

## Биография
В 1933 окончил Техникум циркового искусства по классу клоунады (второй выпуск).
Выступал как Белый клоун с Константином Зайцевым, с клоуном Якобино, позднее на эстраде как Рыжий — совместно с А. Маслюковым и Н. Александровичем.
В 1934 подготовил номер для цирка «Эквелибр на свободной проволоке» в дуэте с Александрой Воронцовой 1915(1917)—1990. Это была лирико-комедийная сценка «Свидание у яхт-клуба», проложившая путь, по утверждению историка цирка Ю. А. Дмитриева, новому направлению в цирковом искусстве — сюжетным номерам.
В 1937 Славский с партнёршей перешли на эстраду, где создали несколько новых сценок на этом же аппарате («Под утро», «Лихая морячка», «Вот что делает любовь»), в 1938—1939 работали в театре миниатюр А. Райкина.
В 1941—1945 Славский — участник Великой Отечественной войны.
В 1945—1956 параллельно с артистической деятельностью занимался режиссурой, ставил детские представления и номера.
В 1957 Славский организовал в Ленинграде первую отечественную Студию пантомимы (при ДК Промкооперации (позднее переименованном в Дворец культуры имени Ленсовета), из которой вышли В. Полунин, В. Агешин, Н. Самарина, А. Елизаров и другие.

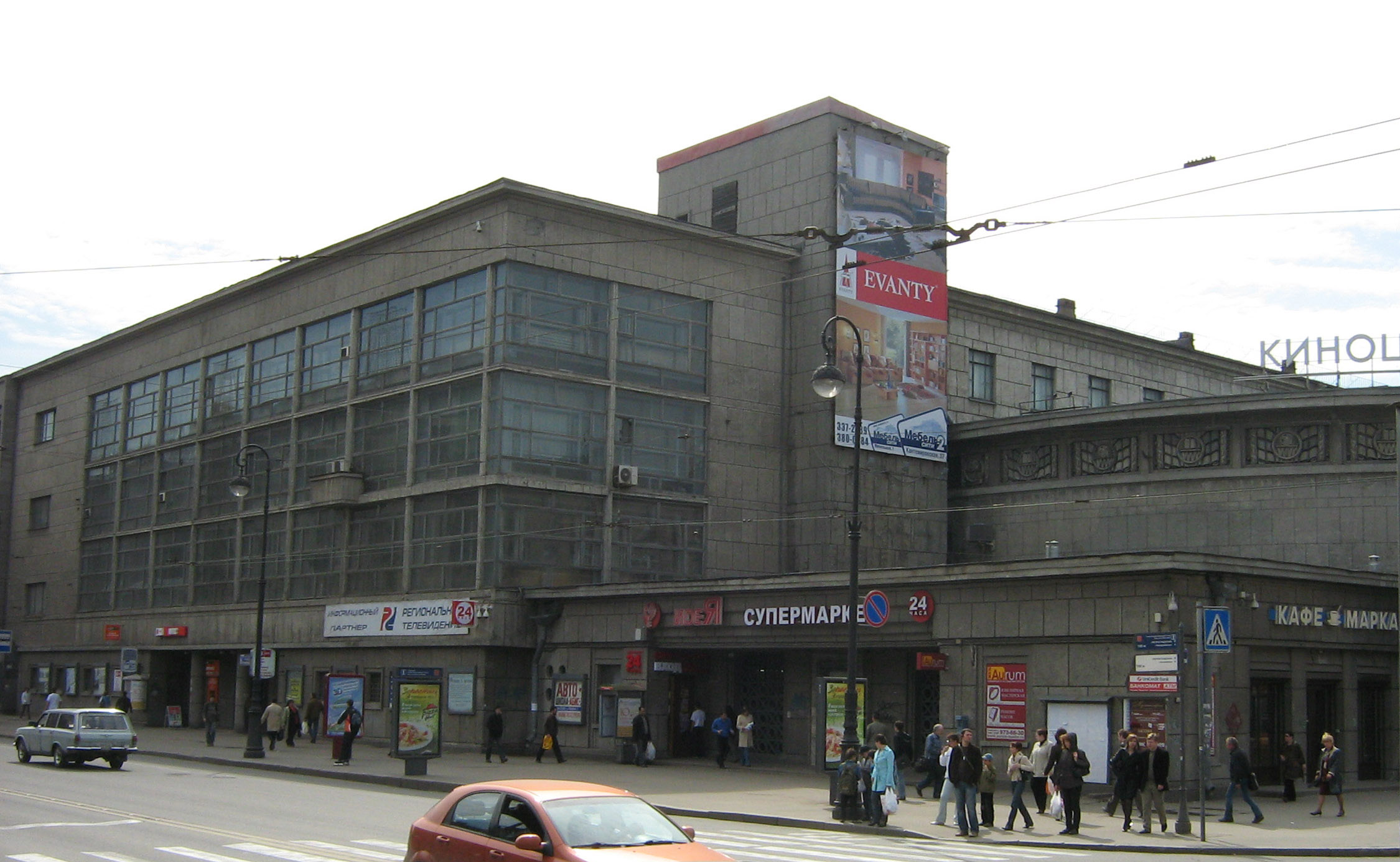
д.к. Промкооперации

На основе опыта работы в студии Славский опубликовал в 1962 году книгу «Искусство пантомимы», где он подробно описал упражнения и свои заметки по искусству пантомимы. Книга переведена на несколько языков.
В 1961—1980 был режиссёром-педагогом Всесоюзной творческой мастерской искусства эстрады п/р Маслюкова.
С 1950 занимался литературной деятельностью. Славский — автор-составитель (совместно с А. Шнеером) энциклопедии «Цирк» (1973; 2-е изд. — 1979):
Один из учредителей Академии циркового искусства.
Дочь Р. Славского и В. Кавериной — Любовь Каверина, писатель и исследователь семиотики.

## Сочинения

### Книги
- Леонид Енгибаров 1989
- Искусство пантомимы 1962
- Цирк нашего двора 1961
- Виталий Лазаренко 1980
- Братья Никитины 1987
- Алёша Сергеев, по прозвищу Мусля 2000
- Советский цирк 1959
- Новое в кино 1960
- На экране комедия 1964
- Советский цирк в годы войны 1975
- Чародей смеха 2000
- Цирк глазами кино 2002

### Энциклопедии
- Цирк: Маленькая энциклопедия / Авторы-составители: А. Я. Шнеер, Р. Е. Славский; Глав. ред. Ю. А. Дмитриев. — Изд. 2-е, доп. и испр.. — М.: Советская энциклопедия, 1979. — 448 с., [40] с. — 100 000 экз.
- Арнольд, Арнольд Григорьевич / Славский Р. Е. // Анкилоз — Банка [Электронный ресурс]. — 2005. — С. 264. — (Большая российская энциклопедия : [в 35 т.] / гл. ред. Ю. С. Осипов ; 2004—2017, т. 2). — ISBN 5-85270-330-3.
- Вяткин, Борис Петрович / Славский Р. Е. // Восьмеричный путь — Германцы [Электронный ресурс]. — 2006. — С. 207—208. — (Большая российская энциклопедия : [в 35 т.] / гл. ред. Ю. С. Осипов ; 2004—2017, т. 6). — ISBN 5-85270-335-4.
- Иллюзия / Славский Р. Е. // Излучение плазмы — Исламский фронт спасения [Электронный ресурс]. — 2008. — С. 103. — (Большая российская энциклопедия : [в 35 т.] / гл. ред. Ю. С. Осипов ; 2004—2017, т. 11). — ISBN 978-5-85270-342-2.
- Енгибаров, Леонид Георгиевич / Славский Р. Е. // Динамика атмосферы — Железнодорожный узел [Электронный ресурс]. — 2007. — С. 673. — (Большая российская энциклопедия : [в 35 т.] / гл. ред. Ю. С. Осипов ; 2004—2017, т. 9). — ISBN 978-5-85270-339-2.
- Енгибаров, Леонид Георгиевич / Славский Р. Е. // Динамика атмосферы — Железнодорожный узел [Электронный ресурс]. — 2007. — С. 673. — (Большая российская энциклопедия : [в 35 т.] / гл. ред. Ю. С. Осипов ; 2004—2017, т. 9). — ISBN 978-5-85270-339-2.
- Клоунада / Славский Р. Е. // Киреев — Конго [Электронный ресурс]. — 2009. — С. 311. — (Большая российская энциклопедия : [в 35 т.] / гл. ред. Ю. С. Осипов ; 2004—2017, т. 14). — ISBN 978-5-85270-345-3.
- Лазаренко, Виталий Ефимович / Славский Р. Е. // Крещение Господне — Ласточковые [Электронный ресурс]. — 2010. — С. 585. — (Большая российская энциклопедия : [в 35 т.] / гл. ред. Ю. С. Осипов ; 2004—2017, т. 16). — ISBN 978-5-85270-347-7.
- Маслюков, Леонид Семёнович / Славский Р. Е. // Маниковский — Меотида [Электронный ресурс]. — 2011. — С. 285. — (Большая российская энциклопедия : [в 35 т.] / гл. ред. Ю. С. Осипов ; 2004—2017, т. 19). — ISBN 978-5-85270-353-8.